# Jerzy Buzek

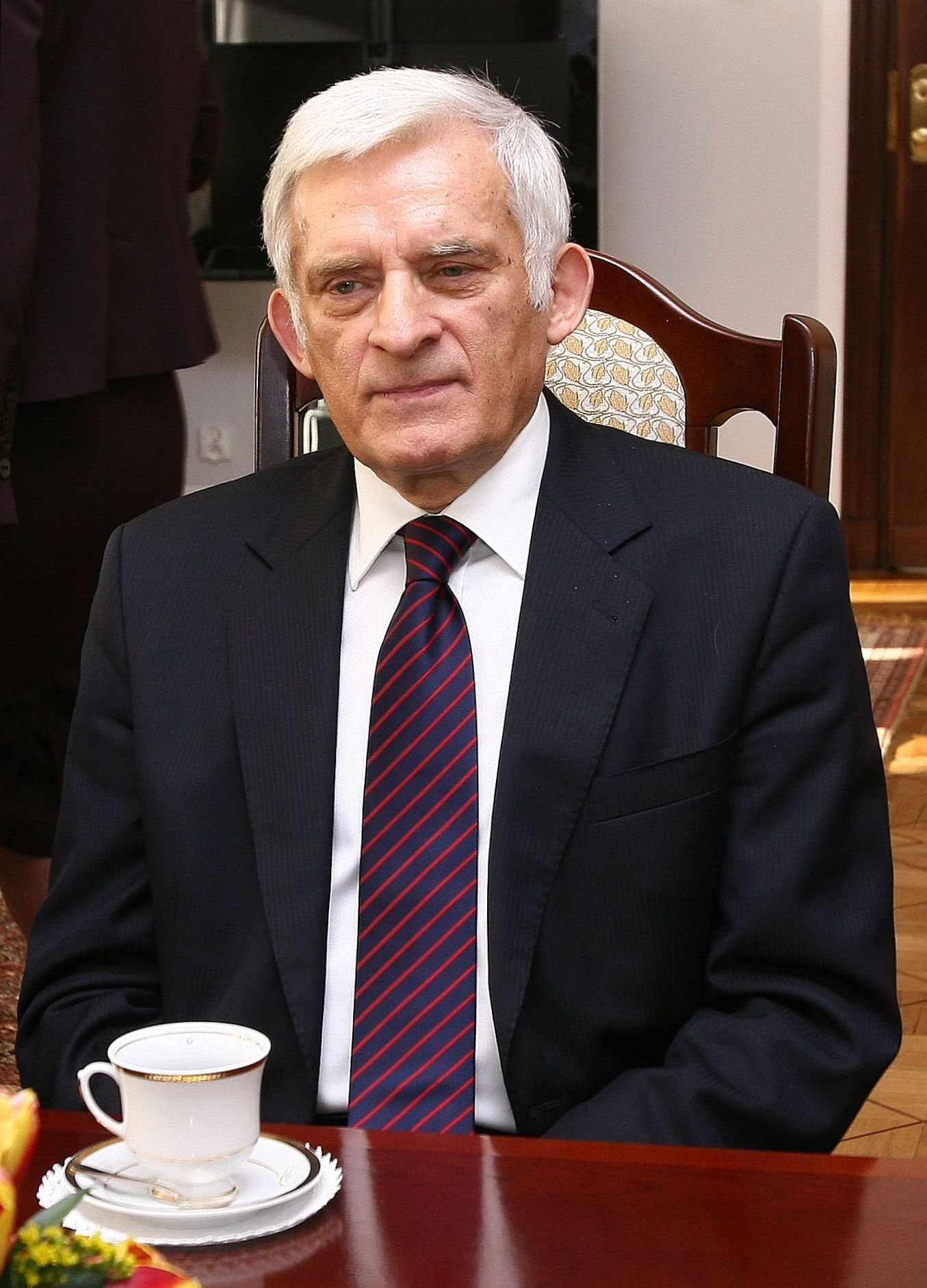
Jerzy Buzek

Jerzy Karol Buzek [ˈjɛʒɨ 'karɔl ˈbuzɛk]ⓘ (* 3. Juli 1940 in Smilowitz, Landkreis Teschen) ist ein polnischer Politiker des liberalkonservativen Spektrums (heute PO). Er war von 1997 bis 2001 Ministerpräsident Polens und von 2009 bis 2012 Präsident des Europäischen Parlaments. Als Ministerpräsident erreichte er den NATO-Beitritt und verhandelte die Bedingungen für den EU-Beitritt seines Landes. Er stand dem Europaparlament während der Eurokrise und nach den Kompetenzerweiterungen im Vertrag von Lissabon vor. Er gilt als Experte für Energie- und Außenpolitik.

## Ausbildung und akademische Laufbahn
Jerzy Buzek wurde in der evangelisch-lutheranischen Familie des Ingenieurs Paweł Buzek geboren. Jerzy Buzek legte das Abitur 1957 am Juliusz-Słowacki-Gymnasium in Chorzów ab und studierte daraufhin an der Schlesischen Technischen Universität (polnisch Politechnika Śląska) in Gliwice, wo er das Studium 1963 als Ingenieur für Chemie abschloss. Danach arbeitete er als wissenschaftlicher Mitarbeiter an der Polnischen Akademie der Wissenschaften in Gliwice und wurde dort 1969 in Chemie promoviert. Fortan lehrte er als Dozent in Gliwice und an der Technischen Universität Opole, an der er 1997 zum Professor ernannt wurde. Buzek war 2002 bis 2004 Prorektor der Polonia-Akademie in Częstochowa.
Buzek ist Mitglied der Polnischen Akademie der Wissenschaften und Vertreter Polens in der Internationalen Energieagentur.

## Politische Laufbahn
Von September 1980 an engagierte sich Buzek in der Gewerkschaft Solidarność, 1981 als Vorsitzender des ersten Solidarność-Kongresses. Während des Kriegszustandes bis 1983 unter General Wojciech Jaruzelski entging er der Verhaftung und wirkte im Untergrund in führenden Positionen der Solidarność, unter anderem als Herausgeber der illegal gedruckten Zeitung Biuletin S, bis er sich wegen einer schweren Erkrankung seiner Tochter 1987 in die wissenschaftliche Arbeit zurückzog, der er sich auch nach dem Systemumbruch 1989 widmete.

### Ministerpräsident Polens (1997–2001)
Von 1997 bis 2001 war Buzek polnischer Ministerpräsident. Dabei führte er zunächst eine Koalition der gemäßigt konservativen Akcja Wyborcza Solidarność (AWS) und der liberalen Unia Wolności (UW). Nach dem Ausscheiden der Unia Wolności aus der Regierung im Jahr 2000 leitete er eine AWS-Minderheitsregierung. Von Januar 1999 bis Oktober 2001 war er auch Vorsitzender der AWS, die als eine Sammlungsbewegung von rund 50 Einzelgruppierungen und vier unterschiedlichen ideologischen Grundströmungen an die Macht gekommen war und die von Beginn der Regierung an von Uneinigkeit und Unzuverlässigkeit geprägt war. Der starke Mann der Regierung war zunächst nicht der weithin unbekannte und ohne politische Machtbasis agierende Buzek, sondern der Partei- und Fraktionsvorsitzende der AWS, Marian Krzaklewski. Es gelang Buzek mit seiner moderierenden Amtsführung jedoch gegen die Erwartungen der meisten Beobachter, eine Parlamentsmehrheit hinter seiner Regierung über die gesamte Legislaturperiode zu versammeln.
Die Politik Buzeks zielte auf eine rasche Hinführung Polens zur Europäischen Union ab; seine Regierung hatte erhebliche Schwierigkeiten, die dafür notwendigen Maßnahmen innenpolitisch durchzusetzen. Der Popularitätsverlust führte zu Konflikten innerhalb der Regierungspartei AWS, die 2001 eine herbe Wahlniederlage erlitt. Jerzy Buzek wurde nach der Wahl von Leszek Miller (SLD) abgelöst und zog sich für einige Jahre aus der aktiven Politik zurück.
In seiner Amtszeit wurde Polen in 16 neue Woiwodschaften umstrukturiert, der Beitritt Polens zur NATO erreicht und die Verhandlungen zum EU-Beitritt geführt. Außerdem wurden weitreichende Veränderungen des Sozialsystems (Rente, Gesundheit, Bildung) und der Wirtschaft (Bergbau) durchgeführt; Buzek bezeichnete seine Politik im Rückblick als hartes, aber erfolgreiches Reformprogramm: „Wenn Sie politisch mutig sind, können Sie selbst unglaublich große Krisen lösen.“ Er setzte sich als Ministerpräsident dafür ein, in Oświęcim ein internationales Bildungszentrum für Menschenrechtsfragen einzurichten.

### Mitglied des Europäischen Parlaments (seit 2004)

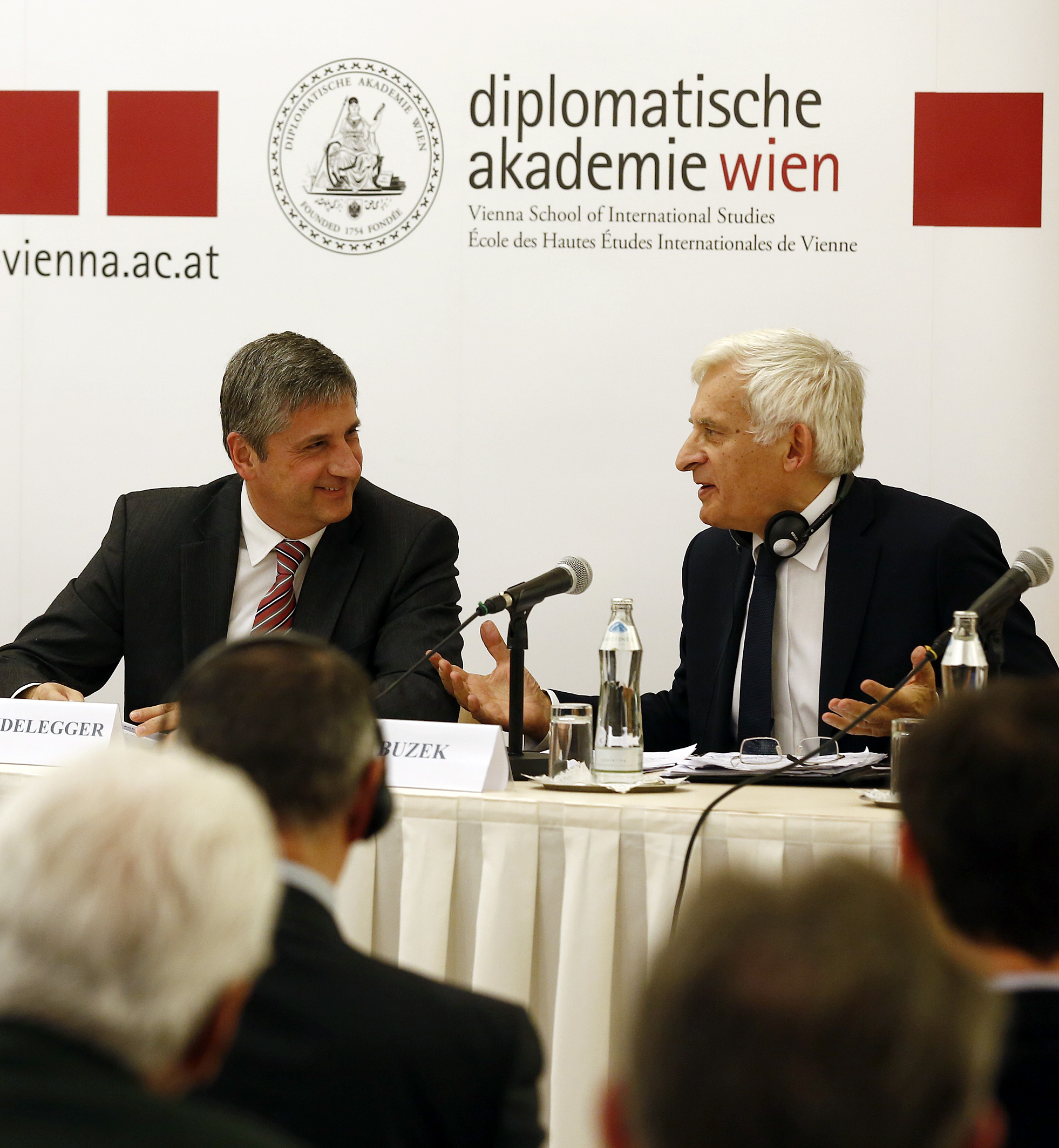
Bei der Diskussion „Wohin geht Europa?“ mit Michael Spindelegger (2012)

Jerzy Buzek ist heute Mitglied der liberalkonservativen Platforma Obywatelska (PO, Bürgerplattform) und wurde bei der Europawahl 2004 als Abgeordneter in das Europäische Parlament gewählt. Als Abgeordneter der Bürgerplattform ist Buzek Mitglied der Fraktion EVP-ED und ist Vorsitzender des Ausschusses für Industrie, Forschung und Energie. Bei den Europawahlen 2009 und 2014 wurde er ins Europäische Parlament wiedergewählt. Buzek gilt als sehr aktiver Abgeordneter und wurde dafür mehrfach von verschiedenen Medien ausgezeichnet; unter anderem unterstützte er die Orange Revolution in der Ukraine. Er äußert sich regelmäßig zu außen- und energiepolitischen Fragen.
Buzek gehört zu den 89 Personen aus der Europäischen Union, gegen die Russland im Mai 2015 ein Einreiseverbot verhängt hat.

### Präsident des Europäischen Parlaments (2009–2012)

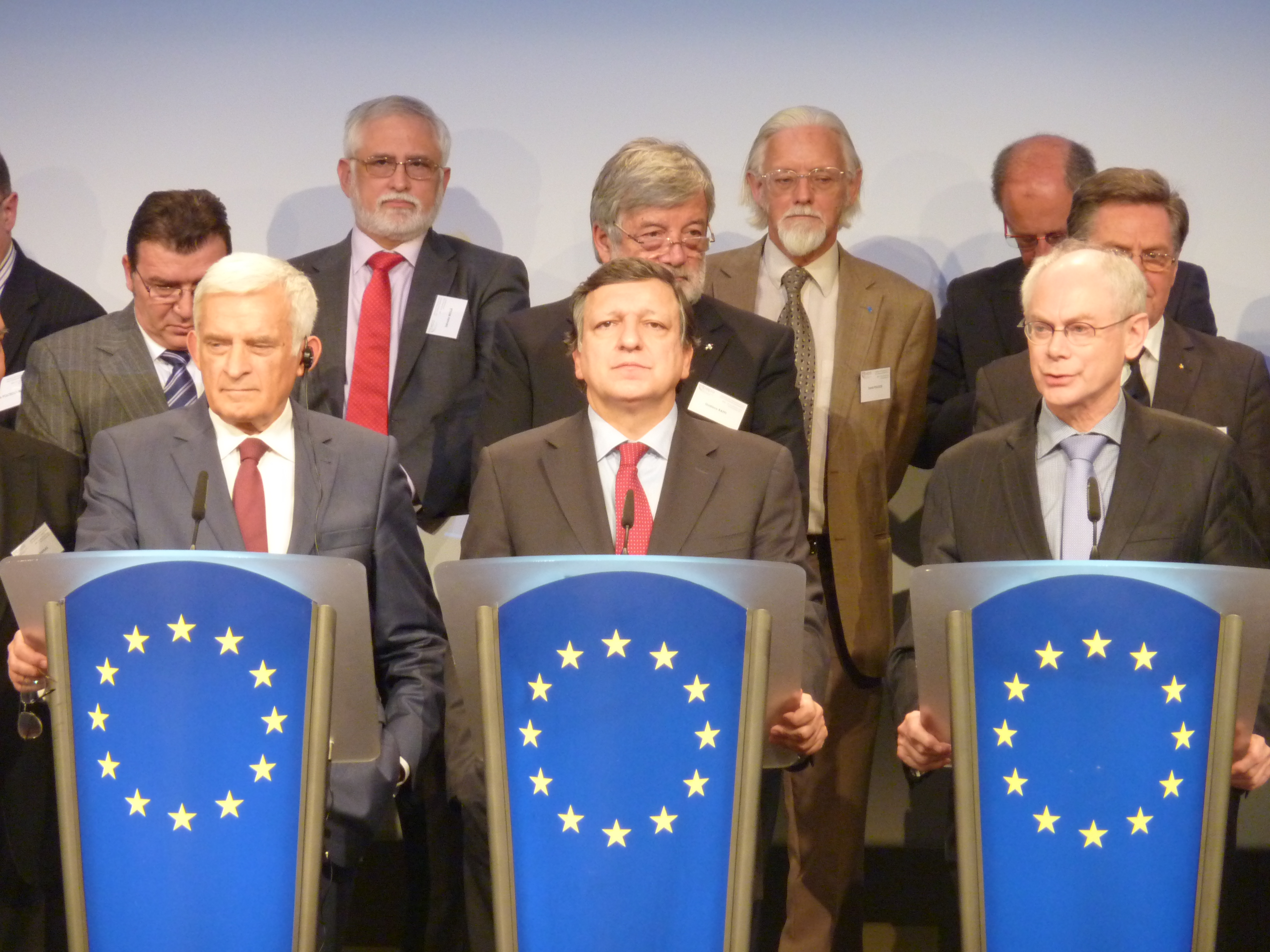
„Die drei Präsidenten“ (2011): Buzek (links) mit dem Präsidenten der EU-Kommission José Manuel Barroso (Mitte) und dem Präsidenten des Europäischen Rates Herman van Rompuy (rechts)

Am 14. Juli 2009 wurde Buzek als erster Osteuropäer zum Präsidenten des Europäischen Parlaments gewählt und folgte damit dem deutschen Christdemokraten Hans-Gert Pöttering nach. Aufgrund eines Kompromisses mit der Sozialdemokratischen Partei Europas amtierte Buzek die erste Hälfte der Wahlperiode des Europäischen Parlaments von fünf Jahren als Präsident, was einer regulären Amtszeit für Führungsaufgaben im Europäischen Parlament von zweieinhalb Jahren entspricht. Buzek kündigte zu Beginn an, Menschenrechte zu einer Priorität seiner Amtszeit zu machen.
Buzek bemühte sich, die Macht des Parlaments zu stärken, und schaffte es mit Verhandlungsgeschick, dessen Rolle in der seine Amtszeit prägenden Eurokrise auszubauen, um „die demokratische Verantwortung und Rechenschaftspflicht der EU zu stärken“. Während des Arabischen Frühlings 2011 verschaffte sich Buzek mit seinem Einsatz für die Demonstranten des Tahrir-Platzes in Ägypten und die libyschen Rebellen internationales Gehör.
Am 14. Oktober 2011 eröffnete Buzek nach vier Jahren Planungs- und Bauzeit das Parlamentarium. Es handelt sich dabei um das größte Besucherzentrum eines Parlaments in Europa.
Am 17. Januar 2012 wurde der deutsche Sozialdemokrat Martin Schulz zu Buzeks Nachfolger als Parlamentspräsident gewählt. Buzeks persönlich zurückgenommene, staatsmännische Amtsführung fand Zustimmung im Urteil der meisten europäischen Journalisten, während Martin Schulz ihn als „Grüßaugust“ und Daniel Cohn-Bendit ihn als „anständig, ein netter Mensch, aber auch nicht mehr“ bezeichnete.

## Familie und Privates
Buzek ist evangelisch-lutherischer Konfession. Er war nach Felicjan Sławoj Składkowski (1936–1939) der zweite protestantische Regierungschef Polens. Buzek ist Kuratoriumsmitglied des evangelikalen Vereins ProChrist, der Massenevangelisationen veranstaltet. Er ist verheiratet mit der Chemieprofessorin Ludgarda Buzek und Vater der Schauspielerin Agata Buzek.
Auch Vorfahren Buzeks waren in der Politik; sein Großonkel Józef Buzek war 1907 bis 1918 nationaldemokratisches Mitglied des österreichischen Reichsrates und dann polnischer Senator (1922–1927).

## Ehrungen
Im Jahr 1998 erhielt Buzek das Große Goldene Ehrenzeichen am Bande für Verdienste um die Republik Österreich. Das polnische Politikmagazin Wprost ernannte ihn 2010 zum Mann des Jahres 2009 (polnisch Człowiek Roku 2009) für seine Arbeit als Präsident des Europäischen Parlaments. 2013 erhielt Buzek die Martin-Luther-Medaille des Rates der EKD, verliehen in der Heiliggeistkirche Heidelberg am 31. Oktober 2013 durch den Vorsitzenden des Rates der EKD Nikolaus Schneider. Für seine Verdienste um die europäische Einigung und die deutsch-polnische Aussöhnung erhielt Buzek im Mai 2015 das Große Bundesverdienstkreuz mit Stern und Schulterband.
Buzek erhielt die Ehrendoktorwürden der Universitäten Seoul, Dortmund, Isparta und Oppeln.